# Tochinoshin Tsuyoshi
Tochinoshin Tsuyoshi (栃ノ心 剛?) nacido el 13 de octubre de 1987 como Levan Gorgadze (ლევან გორგაძე en georgiano) es un luchador profesional de sumo originario de Mtskheta, Georgia. Es miembro de la heya Kasugano e hizo su debut en marzo de 2006. Por el momento su más alto rango ha sido el de ozeki. En enero de 2018 obtuvo su primer yūshō (campeonato) en la división más alta (Makuuchi). Se retiró el 18 de mayo de 2023.

## Biografía

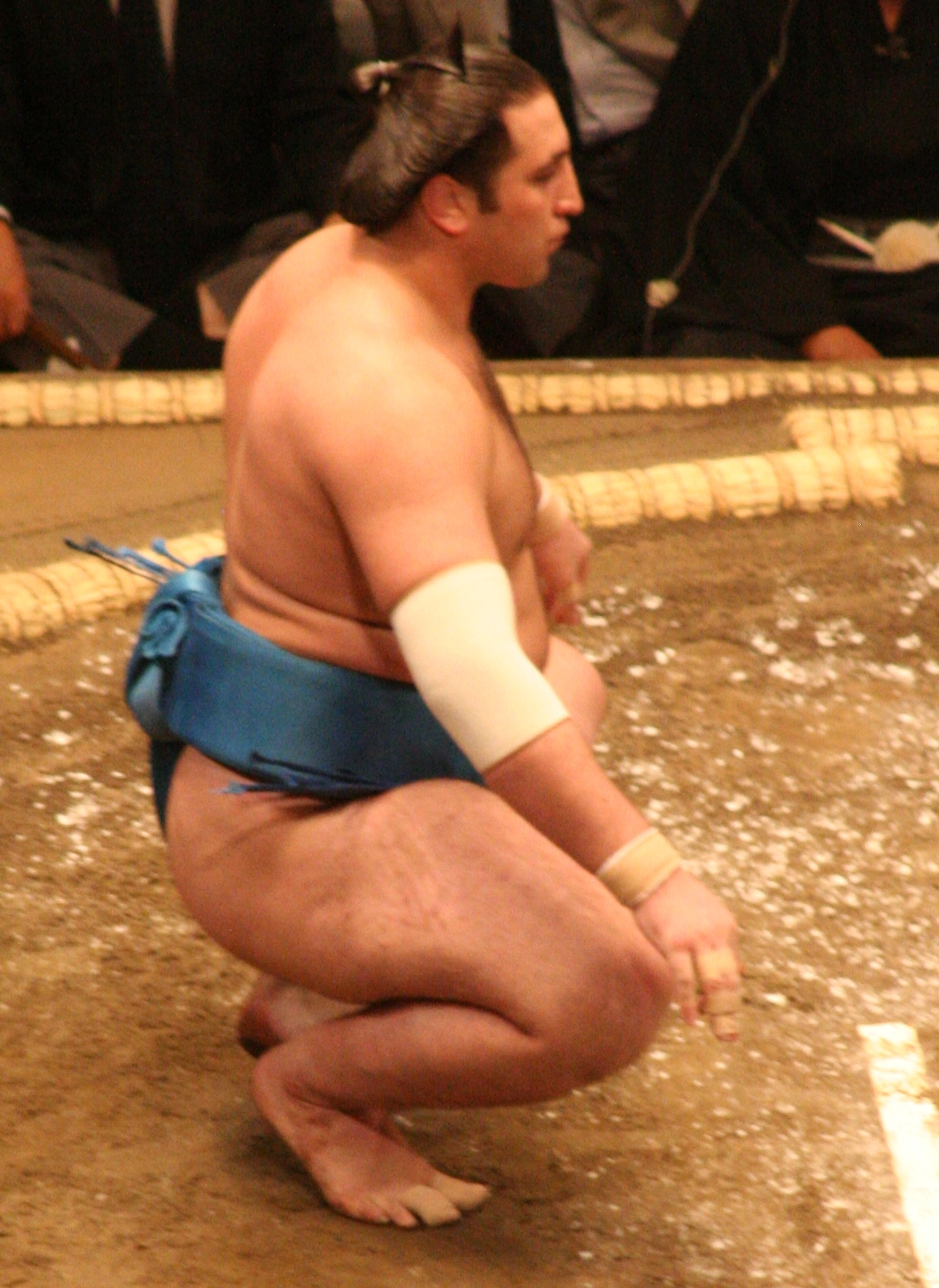
Tochinoshin en mayo de 2009.

Cuando era joven practicó judo y sambo. Compitió en los Campeonatos del Mundo Junior de Sumo en 2004, celebrados en Osaka, Japón y también en el Campeonato del Mundo del año siguiente. Entrenó en el prestigioso club de sumo de Nichidai en la Universidad Nihon y fue miembro de este club.
En 2006 fue reclutado por el ex sekiwake Tochinowaka. En enero de 2008 promocionó a la división de jūryō y ganó el título de la división con un récord de 12 - 3. En noviembre de 2008 llegó a ser maegashira 4, pero con dicho rango perdió 12 encuentros y ganó solo 3. En julio de 2009 tuvo un registro de 9 - 6 siendo maegashira 5, y fue promocionado a maegashira 1 para el torneo de septiembre. Solo pudo ganar cuatro encuentros, pero fue segundo en el siguiente torneo tras Hakuhō con 12 - 3, gracias a lo cual ganó el premio al espíritu de lucha.
En enero de 2018, ganaría su primer título en la máxima división (makuuchi) con un resultado de 14 - 1. Convirtiéndose así en el tercer europeo en salir campeón, luego del búlgaro Kotoōshū (mayo, 2008) y el estonio Baruto (enero, 2012).

## Historial
| Año (Honbasho) | Hatsu Basho (enero) (ciudad de Tokio) | Haru Basho (marzo) (ciudad de Osaka) | Natsu Basho (mayo) (ciudad de Tokio) | Nagoya Basho (julio) (ciudad de Nagoya) | Aki Basho (septiembre) (ciudad de Tokio) | Kyushu Basho (noviembre) (ciudad de Fukuoka) | Victorias / Derrotas / Ausencias |
| 2006           | ─                                     | Maezumo Hatsu Dohyō 0 - 0            | Jonokuchi 17 Este 5 - 2              | Jonidan 95 Este 5 - 1 - 1               | Jonidan 49 Oeste 7 - 0                   | Sandanme 49 Oeste 6 - 1                      | 23 - 4 - 1                       |
| 2007           | Makushita 59 Este 5 - 2               | Makushita 41 Oeste 5 - 2             | Makushita 28 Este 5 - 2              | Makushita 18 Oeste 6 - 1                | Makushita 6 Este 5 - 2                   | Makushita 1 Este 5 - 2                       | 31 - 11                          |
| 2008           | Jūryō 12 Oeste 12 - 3                 | Jūryō 4 Este 9 - 6                   | Maegashira 14 Este 7 - 8             | Maegashira 14 Oeste 8 - 7               | Maegashira 10 Este 8 - 7                 | Maegashira 4 Oeste 3 - 12                    | 45 - 45                          |
| 2009           | Maegashira 11 Oeste 8 - 7             | Maegashira 10 Oeste 6 - 9            | Maegashira 13 Oeste 9 - 6            | Maegashira 5 Oeste 9 - 6                | Maegashira 1 Este 4 - 11                 | Maegashira 8 Oeste 12 - 3                    | 48 - 42                          |
| 2010           | Maegashira 1 Oeste 5 - 10             | Maegashira 6 Oeste 9 - 6             | Maegashira 2 Oeste 8 - 7             | Komusubi 1 Oeste 6 - 9                  | Maegashira 2 Oeste 9 - 6                 | Komusubi 1 Oeste 6 - 9                       | 40 - 50                          |
| 2011           | Maegashira 2 Este 4 - 11              | ─                                    | Maegashira 6 Oeste 12 - 3            | Komusubi 1 Oeste 6 - 9                  | Maegashira 4 Este 8 - 7                  | Maegashira 2 Este 2 - 13                     | 32 - 43                          |
| 2012           | Maegashira 9 Este 10 - 5              | Maegashira 3 Oeste 5 - 10            | Maegashira 8 Este 9 - 6              | Maegashira 4 Este 9 - 6                 | Komusubi 1 Oeste 6 - 9                   | Maegashira 3 Este 5 - 10                     | 44 - 46                          |
| 2013           | Maegashira 6 Este 9 - 6               | Maegashira 1 Oeste 7 - 8             | Maegashira 2 Oeste 2 - 13            | Maegashira 11 Oeste 3 - 3 - 9           | Jūryō 1 Oeste 0 - 0 - 15                 | Jūryō 14 Oeste 0 - 0 - 15                    | 21 - 30 - 39                     |
| 2014           | Makushita 15 Oeste 0 - 0 - 7          | Makushita 55 Oeste 7 - 0             | Makushita 6 Oeste 7 - 0              | Jūryō 12 Este 13 - 2                    | Jūryō 5 Oeste 15 - 0                     | Maegashira 8 Este 11 - 4                     | 53 - 6 - 7                       |
| 2015           | Maegashira 1 Oeste 6 - 9              | Maegashira 4 Oeste 8 - 7             | Maegashira 1 Oeste 9 - 6             | Maegashira 1 Este 8 - 7                 | Komusubi 1 Este 10 - 5                   | Komusubi 1 Este 7 - 8                        | 48 - 42                          |
| 2016           | Komusubi 1 Oeste 6 - 9                | Maegashira 2 Oeste 6 - 9             | Maegashira 4 Oeste 10 - 5            | Sekiwake 1 Oeste 6 - 9                  | Maegashira 2 Este 5 - 10                 | Maegashira 6 Oeste 10 - 5                    | 43 - 47                          |
| 2017           | Komusubi 1 Oeste 0 - 6 - 9            | Maegashira 10 Este 7 - 8             | Maegashira 10 Este 12 - 3            | Maegashira 2 Este 9 - 6                 | Maegashira 1 Este 4 - 11                 | Maegashira 6 Oeste 9 - 6                     | 41 - 40 - 9                      |
| 2018           | Maegashira 3 Oeste 14 - 1             | Sekiwake 1 Oeste 10 - 5              | Sekiwake 1 Este 13 - 2               | Ozeki 2 Oeste 5 - 2 - 8                 | Ozeki 2 Oeste 9 - 6                      | Ozeki 2 Oeste 8 - 7                          | 59 - 25 - 8                      |
| 2019           | Ozeki 2 Oeste 0 - 5 - 10              | Ozeki 2 Este 7 - 8                   | Sekiwake 1 Oeste 10 - 5              | Ozeki 2 Oeste 0 - 6 - 9                 | Ozeki 2 Este 6 - 9                       | Sekiwake 1 Oeste 2 - 3 - 10                  | 25 - 36 - 29                     |
| 2020           | Maegashira 6 Oeste 5 - 10             | Maegashira 9 Oeste 6 - 9             | -                                    | Maegashira 11 Oeste 10 - 5              | Maegashira 4 Oeste 6 - 9                 | Maegashira 7 Este 9 - 6                      | 36 - 39                          |
| 2021           | Maegashira 4 Este 4 - 11              | Maegashira 7 Este 7 - 8              | Maegashira 7 Este 5 - 10             | Maegashira 12 Este 7 - 8                | Maegashira 12 Oeste 7 - 8                | Maegashira 13 Oeste 6 - 6 - 3                | 36 - 51 - 3                      |
| 2022           | Maegashira 15 Oeste 7 - 8             | Maegashira 15 Oeste 9 - 6            | Maegashira 9 Oeste 8 - 7             | Maegashira 8 Este -                     | -                                        | -                                            |                                  |